# Reliant Robin
Der Reliant Robin ist ein dreirädriger Kleinstwagen (früher: Kleinwagen), der von der Reliant Motor Company in Tamworth (England) von 1973 bis 1981 als Nachfolger des Modells Regal gebaut wurde. Nach einem „Zwischenspiel“ durch den Nachfolger Rialto erschien 1989 wieder ein Robin Mk. II, der bis zur Einstellung der PKW-Produktion bei Reliant im Jahre 2001 produziert wurde.
In Großbritannien wird der Robin wegen seiner speziellen Form und der Karosserie aus glasfaserverstärktem Kunststoff (GFK) oft als „Plastic Pig“ (deutsch: Plastikschwein) bezeichnet.

## Modelle

### Robin (1973–1981)
Anfang der 1970er-Jahre dachte Reliant an einen Nachfolger für den erfolgreichen Regal. Da man beim Scimitar gute Erfahrungen mit Ogle Design gemacht hatte, beauftragte man sie auch mit der Gestaltung des kleinsten Reliant-Modells. Anstatt der bisherigen zweitürigen Limousine gab es eine moderne, dreitürige Kombi-Limousine mit Heckklappe. Kombi und Lieferwagen entsprachen den Modellen des Vorgängers. Neu war auch der Vierzylinder-Reihenmotor, eine aufgebohrte Version des im Regal 3/30 eingebauten Motors mit seitlicher Nockenwelle, 748 cm³ Hubraum und einer Leistung von 32 bhp (23,5 kW) bei 5.500 min−1. Das einzelne Vorderrad wurde gelenkt, der vorne eingebaute Motor trieb die Hinterräder an.
Da der Robin wie sein Vorgänger nur drei Räder hatte und offiziell unter 450 kg wog, durfte er in Großbritannien mit einem Motorradführerschein gefahren werden und wurde auch wie ein Motorrad besteuert, was eine erhebliche Einsparung gegenüber den Steuersätzen eines normalen Autos bedeutete.
1975 bekam der Robin einen größeren Motor mit 850 cm³ Hubraum und einer Leistung von 40 bhp (29 kW), der auch die Stimmen der Kritiker, die in ihm ein ständiges Verkehrshindernis sahen, leiser werden ließ.
Der Wagen wurde 1974 bis 1978 auch in Lizenz beim griechischen Automobilhersteller MEBEA gefertigt.
1981 wurde der erste Robin nach etwa 32.600 Exemplaren durch seinen optisch modernisierten Nachfolger Rialto ersetzt.

### Robin Mark II (1989–2001)
1989 stellte Reliant einen neuen, komplett überarbeiteten Robin mit neuer GFK-Karosserie und wiederum 40 bhp (29 kW) Motorleistung vor. Er trug die Scheinwerfer des Ford Fiesta ’84.
Bekannte Kunden waren die britische Prinzessin Anne, die schon einen Scimitar von Reliant besaß, und die US-amerikanische Botschaft in London, die 1990 drei dieser Fahrzeuge kaufte.
Unter dem neuen Geschäftsführer Jonathan Heynes sollten 1996 kleine Pick-ups des Robin mit dem Namen Reliant 850 Pick-up gebaut werden. Prototypen entstanden und Prospekte wurden gedruckt, es kam aber nie zu einer Serienfertigung.
Der Wagen erhielt 1999 nochmals ein Facelift mit komplett neuer Karosserie und den Scheinwerfern des Opel Corsa B. Dieser Wagen wurde von Andy Plumb konstruiert, war nur als Kombilimousine lieferbar und wurde bis 2001 gebaut, als Reliant seine gesamte PKW-Produktion einstellte. Die letzten 65 Robin, die im Jahre 1999 hergestellt wurden, wurden als Sondermodell Robin 65 mit Lederausstattung, Innenverkleidungen aus Walnussimitat und Nummerierung für etwa 10.000 £ verkauft.

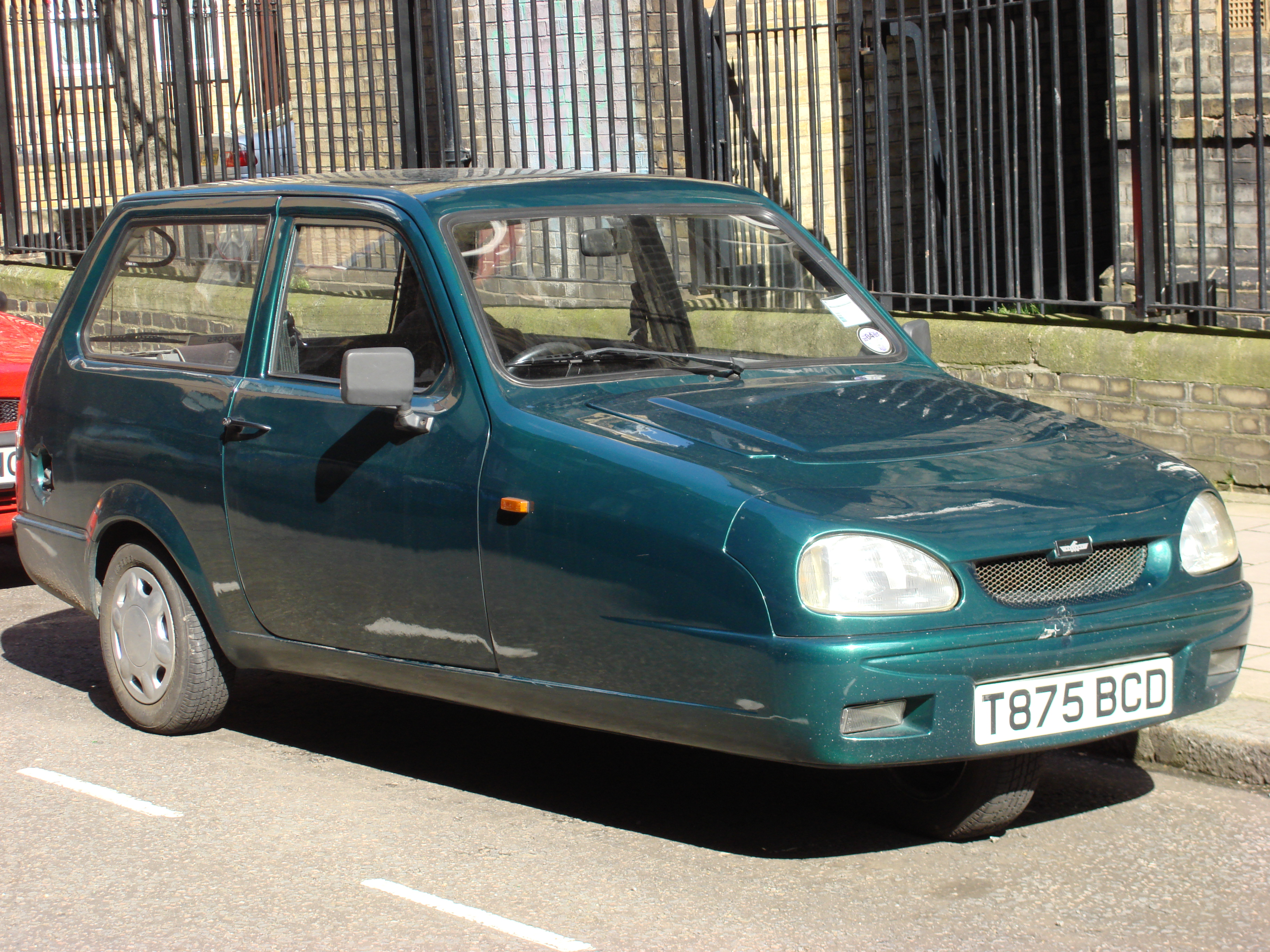
Reliant Robin Mk. II (1999–2001)

Vom Robin Mk. II entstanden 7.218 Stück. Nach seiner Produktionseinstellung bei Reliant wurde der Robin in Lizenz bei B&N Plastics von April bis Oktober 2002 weitergefertigt.

## Im Renneinsatz

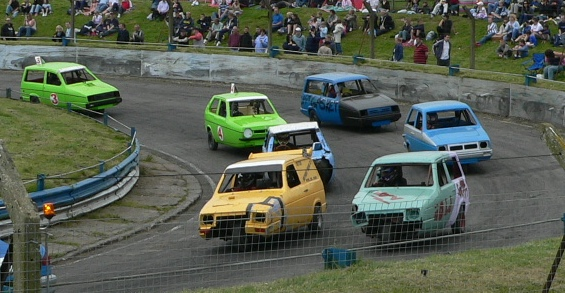
Reliant Robins werden auch in Rennen eingesetzt.

Der Robin wird auch in Rundstreckenrennen eingesetzt. Während dieser Rennen kippen üblicherweise einige Autos um, können aber von ihren Fahrern ohne fremde Hilfe durch Gewichtsverlagerung und Abstoßen aus dem geöffneten Fenster wieder aufgerichtet werden.

## In den Medien

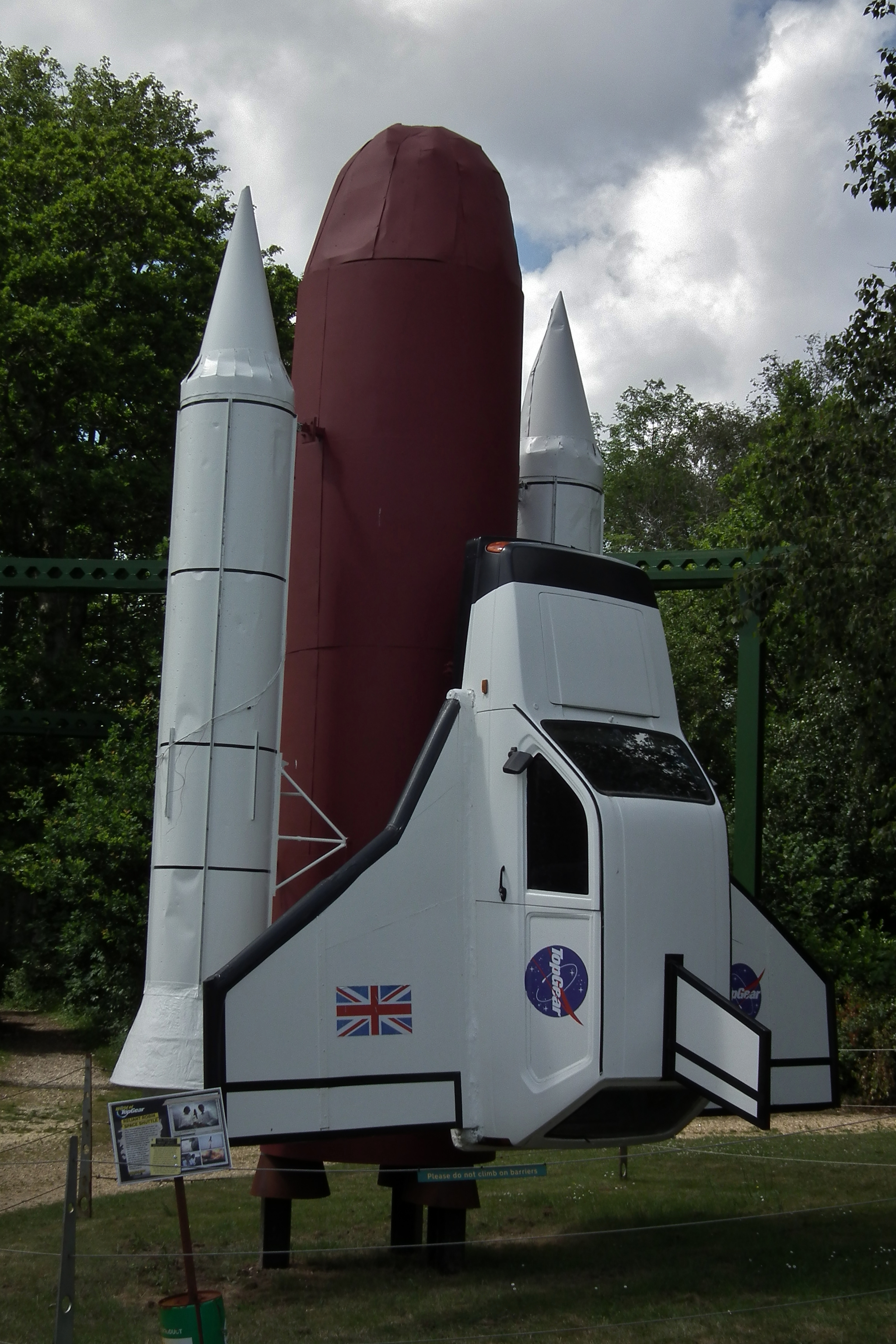
Reliant Robin als Space Shuttle aus Top Gear

Gleich mehrfach kommt der Reliant Robin im Fernseh-Automagazin Top Gear der britischen BBC vor:
- In der Episode vom 18. Februar 2007 versuchten Richard Hammond und James May, einen normalen Reliant Robin in ein Space Shuttle zu verwandeln.[2] Steve Holland, ein professioneller Modellflugzeug-Pilot, half Hammond, zu erarbeiten, wie er einen Reliant Robin ferngesteuert sicher landen könnte. Das „Flugzeug“ startete erfolgreich, flog für einige Sekunden in der Luft und schaffte es, die Feststoffraketen rechtzeitig abzuwerfen. Dies war die größte Rakete, die in Europa jemals von einer privaten Organisation gestartet wurde. Sie hatte sechs 40960-NS-O-Hybridraketen-Motoren, die der Rakete 8 to. Schub verliehen. Aber das Auto trennte sich nicht vom großen externen Treibstofftank und schlug auf der Erde auf.
- In der ersten Folge der 15. Staffel von Top Gear hatte der Robin erneut einen Auftritt. Hier wurde starker Bezug auf die Kippneigung genommen.
- In der Episode vom 1. Juli 2010 unternimmt Jeremy Clarkson eine Reise von 14 Meilen in Yorkshire, bei der das Fahrzeug mehrfach umkippt. Ein Versuch, die Kippneigung durch Montage seitlicher Stützräder zu überwinden, scheitert ebenfalls.
- Im Januar 2016 gab Clarkson bekannt, dass der Reliant Robin vom Top-Gear-Team manipuliert wurde, damit er in jeder Kurve umkippt. Außerdem wurden laut Clarkson mehrere Reliant Robin als Dienstwagen für die neue Produktionsfirma angeschafft.[3]

In der Episode vom 18. Juni 2007 des Fernseh-Automagazins Fifth Gear traten Tom Ford und Johnny Smith mit modifizierten Reliant Robin gegeneinander in einem Geschwindigkeitsrennen und einem Stock-Car-Rennen an.
Ein Reliant Robin taucht im Video zu Golden Earrings 1973 erschienenem Lied Radar Love auf.
Im Jahr 2013 ist ein Reliant Robin namens „Robin“ ein Teil der Show Auftrag: Auto auf Sport 1. Die Moderatoren Alexander Wesselsky und Cyndie Allemann bringen dem Wagen eine Art Hassliebe entgegen.
Öfter tauchte auch Reliant Robin in der DMAX-Fernsehshow Scrapheap Challenge auf, häufig bis auf das Fahrgestell zurückgebaut. Ein Team baute den Wagen zu einem Wheelie-Renner um.
In der 2019 von Amazon Originals produzierten Miniserie Good Omens fährt der „Hexenjäger“ Newt Pulsifer, gespielt von Jack Whitehall, einen Robin I, den er nach dem berühmten Straßenräuber „Dick Turpin“ benannt hat.